# 四日市北警察署
四日市北警察署（よっかいちきたけいさつしょ）は、三重県四日市市にある三重県警察が管轄する警察署の一つである。
2018年（平成30年）9月10日に、三重県道64号上海老茂福線沿いの羽津地区に新築移転した。以前は富洲原地区の松原町の国道1号沿いにあった。かつては地域名である富田警察署という名称であった。

## 所在地
- 三重県四日市市大字羽津4452

## 管轄区域
- 四日市市の一部
- 三重郡
  - 朝日町
  - 川越町

## 沿革

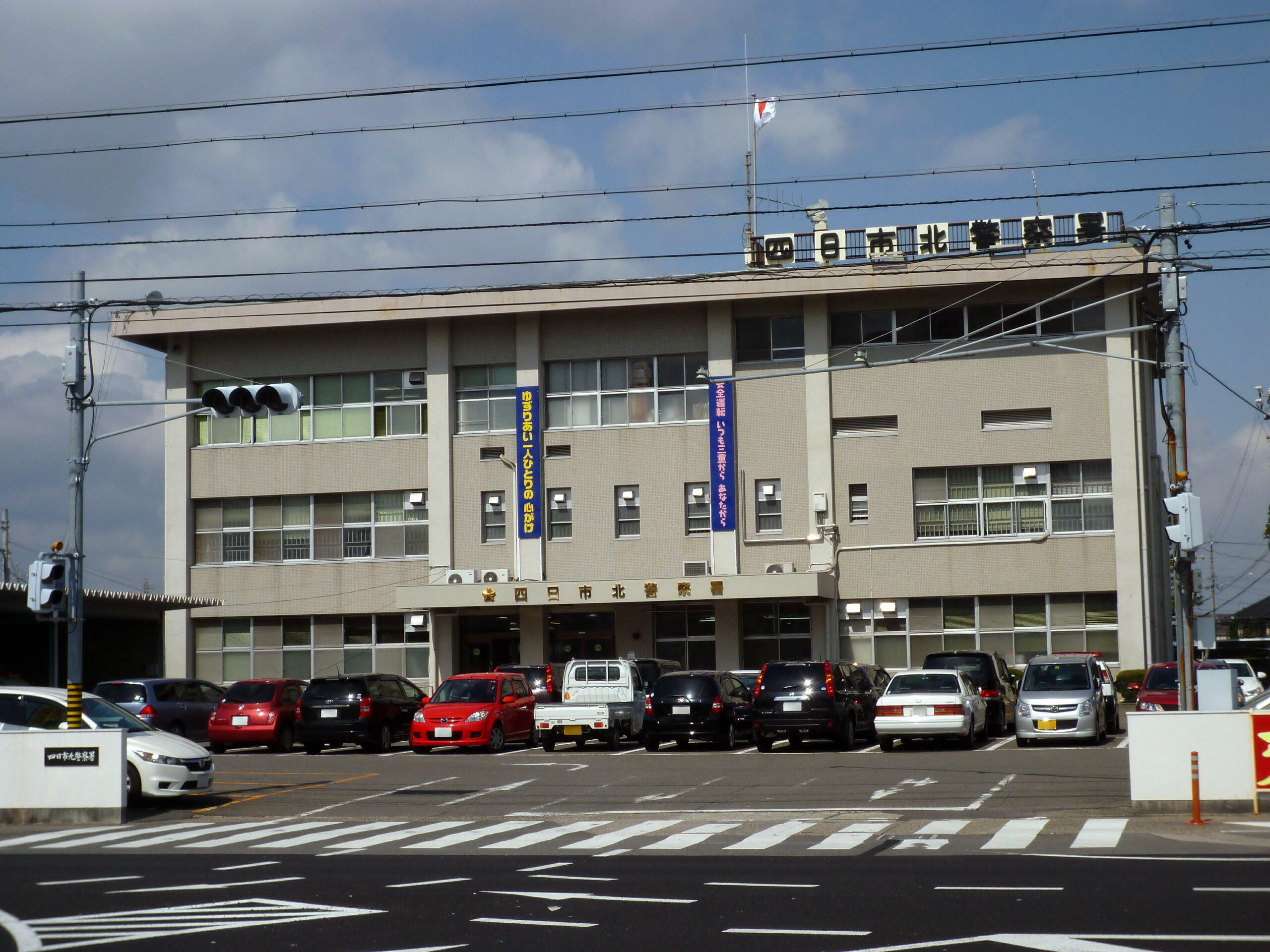
2018年まで使用された旧庁舎（四日市市松原町）

- 1877年（明治10年）、東富田村に巡査交番所が設置される。
- 1886年（明治19年）1月1日、東富田地区に巡査派出所が設置される。
- 1899年（明治32年）4月1日、四日市警察署富田村巡査駐在所が設置される。富田地区・富洲原地区で初めての巡査駐在所が設置されて、富田中町（旧三重郡富田町役場、現在の三十三銀行富田支店が立地するところ）に設置された。
- 1916年（大正5年）、巡査派出所が富田一色地区の海運橋の西詰の松原西町通り（西元町商店街）と、富田一色に架かる伊藤平治郎が建設した塩役運河沿いの平治郎橋の東詰の富田一色豊富町に設置されて、富田町・富洲原町・川越村・朝日村・大矢知村・下野村を管轄するようになった。
- 1924年（大正13年）12月、四日市警察署富田分署が設置される。
- 1926年（大正15年）6月、内務省官制改正により富田分署が廃止となり、富田警察署に昇格した。
- 1932年（昭和7年）、富洲原巡査派出所が新設された。
- 1936年（昭和11年）、富田浜海水浴場付近に富田浜巡査派出所が新設された。
- 富田警察署は三重郡富田町・富洲原町（現在の四日市市富田地区・富洲原地区）と三重郡の内、旧朝明郡の朝明川沿いの旧桑名藩地域の川越村・朝日村・八郷村・下野村・保々村の6ヵ村を管轄した[1]。
- 1948年（昭和23年）3月7日、警察法の施行により、国家地方警察三重地区警察署と自治体警察の四日市市富田警察署が発足する[2]。
- 1949年（昭和24年）12月16日、四日市市富田警察署が田中町（現在の富田保育園）から東洋紡績富田工場松原町社宅用地の一部であった四日市市松原町（富洲原地区所属の松原東松武町）の聖武天皇社付近に新築移転をする。
- 1954年（昭和29年）7月1日、三重地区警察署と四日市市警察が廃止となり、三重県警察発足。三重地区警察署が「三重県富田警察署」となる。
- 1966年（昭和41年）4月、三重県四日市北警察署に改称。旧富田警察署の管轄地域であった旧朝明郡地域に加えて、旧四日市警察署の羽津地区と三重地区が管轄地域となる。
- 1972年（昭和47年）5月29日、庁舎が新築落成する。
- 2018年（平成30年）9月10日、庁舎が築47年経ち老朽化、狭隘化した事、現在地では南海トラフ巨大地震発生時に津波による浸水が想定されたため、大字羽津の三重県道64号上海老茂福線沿いに庁舎を移転した[3]。総工費35億円、鉄筋コンクリート5階建ての免震構造で、連続120時間稼働する非常電源を備える[4]。
- 令和初期に地方自治体の協力により人口急増の川越町・朝日町に治安悪化対策として防犯カメラを増設。
- 2022年（令和4年）9月5日、朝日交番新設[5]。

## 組織
- 会計課
  - 会計係
- 警務課
  - 警務係
  - 安全相談・被害者支援係
- 留置管理課
  - 留置管理係
- 生活安全課
  - 生活安全係
  - 少年係
  - 捜査係
- 地域課
  - 企画指導係
  - 事件指導・教養係
  - 地域係
  - 通信指令係
- 刑事第一課
  - 捜査庶務係
  - 強行盗犯係
  - 鑑識係
- 刑事第二課
  - 知能犯係
  - 組織犯罪対策係
- 交通課
  - 交通総務・規制係
  - 交通指導係
  - 交通捜査係
- 警備課
  - 警備係

## 交番
| 交番           | 所在地   | 所在地         | 備考             |
| 交番           | 自治体   | 町名または大字 | 備考             |
| -------------- | -------- | -------------- | ---------------- |
| 大矢知交番     | 四日市市 | 大矢知町       |                  |
| 阿倉川交番     | 四日市市 | 阿倉川町       |                  |
| 三重交番       | 四日市市 | 東坂部町       |                  |
| 川越富洲原交番 | 川越町   | 大字豊田       |                  |
| 朝日川越交番   | 川越町   | 大字豊田       |                  |
| 朝日交番       | 朝日町   | 柿             | 2022年9月5日新設 |

## 警察官駐在所
- 下野警察官駐在所（四日市市北山町）